# Dionisio Onaindia Landeta
Dionisio Onaindia Landeta (Guernica y Luno, 1918) fue un pelotari español profesional de la especialidad de mano. Era conocido como Onaindia.  
Natural de la localidad vizcaína de Guernica, Onaindia está considerado como uno de los mejores delanteros de la historia de la pelota a mano. No tenía cualidades para ser el mejor en el mano a mano, pero en los duelos de parejas se consagró como el mejor delantero de la década de los años 1940. Su principal rival de la época fue Atano VII, con el que mantuvo una rivalidad que iba más allá de los frontones.
Onaindia debutó en 1935. Tras el paréntesis de la guerra civil española su consagración llegó con la disputa de los primeros Campeonatos de España de mano parejas. Haciendo pareja con el zaguero guipuzcoano Urcelay II se proclamó campeón de las dos primeras ediciones disputadas en 1940-41 y 1943. En la edición de 1945, haciendo pareja con Mariano Lazcano, volvió a clasificarse para la final, pero una lesión obligó a que fuera sustituido por Chiquito de Iraeta en el partido definitivo. A partir de 1945 no se volvió a disputar ningún Campeonato de parejas hasta 1961, lo que impidió a Onaindia volver a reeditar su título.
El exfutbolista y entrenador mexicano Javier Aguirre era sobrino suyo.

## Finales de mano parejas
| Año     | Campeones                        | Subcampeones                     | Tanteo    | Frontón |
| ------- | -------------------------------- | -------------------------------- | --------- | ------- |
| 1940-41 | Onaindia - Urcelay II            | Chiquito de Iraeta - Gallastegui | 22-18 (1) | Gros    |
| 1943    | Onaindia - Urcelay II            | Ubilla I - Kortabitarte          | 22-21     |         |
| 1945    | Chiquito de Iraeta (2) - Lazcano | Atano VII - Atano IV             | 22-17     |         |

(1) Se disputó como liguilla. (2) Chiquito de Iraeta sustituyó en la final a Onaindía, que había jugado el resto del torneo como pareja de Lazcano.